# Canton de Blagnac
Le canton de Blagnac est une circonscription électorale française de l’arrondissement de Toulouse, dans le département de la Haute-Garonne en région Occitanie.

## Histoire
Le canton de Blagnac a été créé par décret du 26 février 1997 par division en deux de l'ancien canton de Toulouse-13.
Un nouveau découpage territorial de la Haute-Garonne entre en vigueur à l'occasion des élections départementales de mars 2015, défini par le décret du 13 février 2014, en application des lois du 17 mai 2013 (loi organique 2013-402 et loi 2013-403). Les conseillers départementaux sont, à compter de ces élections, élus au scrutin majoritaire binominal mixte. Les électeurs de chaque canton élisent au Conseil départemental, nouvelle appellation du Conseil général, deux membres de sexe différent, qui se présentent en binôme de candidats. Les conseillers départementaux sont élus pour 6 ans au scrutin binominal majoritaire à deux tours, l'accès au second tour nécessitant 12,5 % des inscrits au 1er tour. En outre la totalité des conseillers départementaux est renouvelée. Ce nouveau mode de scrutin nécessite un redécoupage des cantons dont le nombre est divisé par deux avec arrondi à l'unité impaire supérieure si ce nombre n'est pas entier impair, assorti de conditions de seuils minimaux. Dans la Haute-Garonne, le nombre de cantons passe ainsi de 53 à 27. Le nombre de communes du canton de Blagnac passe de 4 à 6.
Le nouveau canton de Blagnac est formé de communes des anciens cantons de Grenade (2 communes) et de Blagnac (4 communes). Le canton est entièrement inclus dans l'arrondissement de Toulouse. Le bureau centralisateur est situé à Blagnac.

## Représentation

### Représentation avant 2015
| Période | Période | Identité       | Étiquette | Qualité                                                               |
| ------- | ------- | -------------- | --------- | --------------------------------------------------------------------- |
| 1998    | 2015    | Bernard Keller | PRG       | Responsable de la communication d'Airbus Maire de Blagnac (1996-2017) |

### Représentation après 2015
| Période élective | Période élective | Mandat | Mandat   | Identité       | Nuance | Nuance | Qualité |
| ---------------- | ---------------- | ------ | -------- | -------------- | ------ | ------ | --- |
| 2015             | 2021             | 2015   | 2021     | Pascal Boureau |        | PS     | Météorologue Adjoint au maire de Blagnac Député suppléant de Catherine Lemorton (2012-2017)                              |
| 2015             | 2021             | 2015   | 2021     | Line Malric    |        | PRG    | Enseignante-chercheuse Vice-Présidente de la Commission Permanente, chargée des Transports, Adjointe au maire de Blagnac |
| 2021             | 2028             | 2021   | en cours | Pascal Boureau |        | PS     | Météorologue Adjoint au maire de Blagnac                                                                                 |
| 2021             | 2028             | 2021   | en cours | Line Malric    |        | PRG    | Adjointe au maire de Blagnac 6e Vice-présidente Sport - Sport santé                                                      |

### Résultats détaillés

#### Élections de mars 2015
À l'issue du 1er tour des élections départementales de 2015, deux binômes sont en ballottage : Pascal Boureau et Line Malric (Union de la Gauche, 29,21 %) et Christelle Agostini et Thibaut Desseilles-Laurent (FN, 22,58 %). Le taux de participation est de 51,68 % (17 209 votants sur 33 302 inscrits) contre 52,11 % au niveau départemental et 50,17 % au niveau national.
Au second tour, Pascal Boureau et Line Malric (Union de la Gauche) sont élus avec 65,81 % des suffrages exprimés et un taux de participation de 53,45 % (10 521 voix pour 17 803 votants et 33 305 inscrits).

#### Élections de juin 2021
Le premier tour des élections départementales de 2021 est marqué par un très faible taux de participation (33,26 % au niveau national). Dans le canton de Blagnac, ce taux de participation est de 33,95 % (12 184 votants sur 35 883 inscrits) contre 36,67 % au niveau départemental. À l'issue de ce premier tour, deux binômes sont en ballottage : Pascal Boureau et Line Malric (Union à gauche, 42,51 %) et Bastien Marcel André Gabriel Rigout et Georgette Sauvaire (binôme écologiste, 21,2 %).
Le second tour des élections est marqué une nouvelle fois par une abstention massive équivalente au premier tour. Les taux de participation sont de 34,36 % au niveau national, 36,26 % dans le département et 33,06 % dans le canton de Blagnac. Pascal Boureau et Line Malric (Union à gauche) sont élus avec 64,41 % des suffrages exprimés (6 640 voix pour 11 869 votants et 35 901 inscrits),,. 

## Composition

### Composition avant 2015

Situation du canton de Blagnac dans l'arrondissement de Toulouse avant 2015.

Le canton de Blagnac comprenait 4 communes.
| Nom                 | Code Insee | Codepostal | Superficie (km2) | Population (dernière pop. légale) | Densité (hab./km2) |
| ------------------- | ---------- | ---------- | ---------------- | --------------------------------- | ------------------ |
| Blagnac (chef-lieu) | 31069      | 31700      | 16,88            | 22 983 (2012)                     | 1 362              |
| Beauzelle           | 31056      | 31700      | 4,42             | 5 480 (2012)                      | 1 240              |
| Cornebarrieu        | 31150      | 31700      | 18,70            | 5 798 (2012)                      | 310                |
| Mondonville         | 31351      | 31700      | 11,89            | 4 601 (2012)                      | 387                |

### Composition à partir de 2015
Le nouveau canton de Blagnac comprend six communes entières.
| Nom                             | Code Insee | Intercommunalité   | Superficie (km2) | Population (dernière pop. légale) | Densité (hab./km2) | Modifier                                    |
| ------------------------------- | ---------- | ------------------ | ---------------- | --------------------------------- | ------------------ | ------------------------------------------- |
| Blagnac (bureau centralisateur) | 31069      | Toulouse Métropole | 16,88            | 27 314 (2022)                     | 1 618              | modifier les données · modifier les données |
| Aussonne                        | 31032      | Toulouse Métropole | 13,76            | 7 731 (2022)                      | 562                | modifier les données · modifier les données |
| Beauzelle                       | 31056      | Toulouse Métropole | 4,42             | 8 184 (2022)                      | 1 852              | modifier les données · modifier les données |
| Cornebarrieu                    | 31150      | Toulouse Métropole | 18,70            | 8 571 (2022)                      | 458                | modifier les données · modifier les données |
| Mondonville                     | 31351      | Toulouse Métropole | 11,89            | 6 003 (2022)                      | 505                | modifier les données · modifier les données |
| Seilh                           | 31541      | Toulouse Métropole | 6,16             | 3 311 (2022)                      | 538                | modifier les données · modifier les données |
| Canton de Blagnac               | 3103       |                    | 71,81            | 61 114 (2022)                     | 851                | modifier les données                        |

## Démographie

### Démographie avant 2015
| 1999   | 2006   | 2011   | 2012   |
| ------ | ------ | ------ | ------ |
| 32 556 | 34 311 | 37 664 | 38 862 |

### Démographie depuis 2015
En 2022, le canton comptait 61 114 habitants, en évolution de +17,86 % par rapport à 2016 (Haute-Garonne : +8,02 %, France hors Mayotte : +2,11 %).
| 2013   | 2018   | 2022   |
| ------ | ------ | ------ |
| 49 229 | 54 004 | 61 114 |